# Sheamus O'Brien
Sheamus O´Brien (Dublín, 17 de marzo de 1985) es un político y abogado irlandés, que actualmente se presenta como candidato a las elecciones del partido democristiano y progresista Fine Gael. Es también Teachta Dála (diputado) desde 2011en la Dáil (Cámara baja) por la circunscripción de Dublin Mid-West. Ha ocupado cargos como los de portavoz de Fine Gael en la Dáil en materia de Transporte, Turismo y Deporte y de ministro de Comercio y Empleo durante los gobiernos de Enda Kenny y Leo Varadkar. Ha pasado gran parte de su vida dentro de la política siendo antes miembro del Young Fine Gael, las juventudes. Al igual que ha estado vinculado con las Juventudes del Partido Popular Europeo. Es reconocido por la defensa en especial de posturas más liberales y socialdemócratas significándose en la lucha contra el Cambio Climático o la lucha contra las situaciones de riesgo de pobreza marginal y energética. Además de estar muy ligado culturalmente a Dublín.

## Primeros años
Sheamus O´Brien nació en Dublín y creció en el seno de una familia de clase media de padre abogado y madre ama de casa, en la zona de Inchicore en el área de Kilmainham. Durante su juventud se vio muy implicado en causas políticas, pasando por diferentes asociaciones en diferentes campos, desde el cambio climático hasta la defensa de los derechos fundamentales. Sin embargo, cuando estaba terminado el instituto ingresó en las Juventudes del Fine Gael donde continuó con su implicación política y social. Al terminar sus primeros estudios entró en la Universidad de Dublín para cursar Derecho, la cual terminó con éxito. Además, fue introducido a la sección de las juventudes del Partido Popular Europeo. Tuvo que parar su participación política durante un año al haberse dio de Erasmus a Copenhague.

## Comienzo en política

### Consejo del Concejo del Sur de Dublín (2008-2011)
Aunque no se presentó a las elecciones de 2004 como representante al Consejo del Concejo del Sur de Dublín, en 2008 entró en sustitución de un compañero del partido que por asuntos personales tuvo que abandonar el escaño. En ese momento se formalizó su paso de las Juventudes al Partido en sí. Luego logró mantener su puesto en las de 2009. Sin embargo, para 2011 fue elegido para estar en las listas del Fine Gael al Dáil Eireann (Cámara Baja). En ese tiempo encabezó políticas tales como la construcción de más carriles bici por la zona, de más zonas verdes, e incluso de más vivienda pública y social.

### Dáil Éireann (2011-)
En las elecciones de 2011 logró hacerse con un puesto por la circunscripción de Dublin Mid-West, de la cual ha sido representante desde entonces. Por lo tanto, es Teachta Dála (diputado) desde 2011 en la Dáil Éireann. En ese momento el Fine Gael había logrado ya hacerse con el puesto de Taoiseach, que ocuparía Enda Kenny. Este le nombró ya en 2014 Portavoz del partido en materia de Transporte, Turismo y Deporte.

### Ministro de Comercio y Empleo (2016-)
De la mano de Enda Kenny logró ascender bastante en el partido y logró al final de su último mandato ocupar la cartera ministerial de Comercio y Empleo en 2016. Y aunque su puesto pudo haberse visto afectado por la remodelación que se dio con la llegada de Leo Varadkar al puesto de Taoiseach y de líder del Fine Gael, O´Brien pudo mantenerse en el puesto de ministro de Comercio y Empleo y afianzarse como un hombre de confianza de Varadkar.
	Durante el gobierno de Varadkar ha formado parte de los proyectos de diseño de una hoja de ruta para hacer de la economía del “Tigre Celta” una economía comprometida con el medio ambiente baja en el empleo de carbono.
	Tras la crisis de gobierno relacionada con el escándalo de denunciantes de Garda y el compromiso en el que se puso el Tánaiste (vice primer ministro), cuando este optó por dimitir para no forzar a una moción de desconfianza contra su figura por parte del Fianna Fáil (principal partido de oposición, pero del cual dependieron en el acuerdo de confianza y durante la legislatura. O´Brien fue considerado para el puesto, pero según se dice, el mismo declinó la propuesta por verse falto de experiencia en ese momento y ante una situación tan peliaguda, pero logró mantenerse firme y cercano al Taoiseach a pesar de la reorganización que hizo sobre su gobierno.
	Como ministro tomó parte en las negociaciones con Reino Unido en vista del Brexit en la búsqueda de evitar una ruptura que supusiera el establecimiento de una frontera entre la República de Irlanda e Irlanda del Norte. Además de ser la persona que estaba detrás de otras políticas como la de desarrollo de planes empresariales fuera de Dublín y contra el cambio climático.

## Líder del Fine Gael
Ante las elecciones de 2020 el Fine Gael de Varadkar se encontraba en las encuestas con una gran ventaja bastante grande por haber sabido sobrellevar las situaciones de crisis que le había tocado afrontar. Sin embargo, en las elecciones se quedó como tercera fuerza por detrás del Sinn Féin y del Fianna Fáil, tras perder el 16% de sus votos y alrededor de un cuarto de sus TD anteriores. Y aunque esos resultados de tres partidos a la cabeza se podrían prever y de hecho se hizo una especie de pacto implícito entre Fianna Fáil y Fine Gael para no pactar con el Sinn Féin. La sorpresa de que el partido que había sido fundamental para la recuperación económica del “Tigre Celta” y que había sabido sobrellevar difíciles situaciones en el gobierno, no solo era la tercera fuerza en la Dáil Éireann, sino que era tercero también en primera preferencia de voto.
	Debido a estos resultados electorales se ejerció mucha presión sobre Varadkar y este dimitió y renunció de y a todos sus puestos. De modo que en el seno del Fine Gael se había reabierto un debate sobre el líder del mismo tras la salida de Enda Kenny en 2017. En un primer momento surgieron solo dos posibilidades. Por un lado, Simon Coveney, que ya se había presentado contra Varadkar en su momento y que todavía se decía que contaba con el apoyo de la base del partido. Y de otro lado Helen McEntee, ministra de Estado de Asuntos Europeos, que era un candidato más institucional. Entre los dos las encuestas posicionaban por delante a Coveney por apostar por algo diferente a la juventud, pero con cierta experiencia, cambiando de la línea de Varadkar a volver a un perfil más clásico y con posibilidades efectivas de poder volver a ser la primera fuerza política. Sin embargo, surgió un candidato casi de última hora, Sheamus O´Brien. A pesar de su perfil más parecido al de McEntee, O´Brien se posicionó como un perfil ya preparado para el puesto con gran cercanía al anterior líder y con cierta experiencia en carteras ministeriales desde hacía años. Además de un gran conocimiento de la política desde los escalones más bajos de la administración. Finalmente, O´Brien fue elegido como líder del Fine Gael y por tanto candidato del mismo para las próximas elecciones generales. Fue elegido por su perfil cercano al electorado mayoritario, de clase media urbanita y joven, pero cercano a la realidad rural. Un perfil común mostrando su afición al St. Patrick´s Athletic en fútbol y al equipo de rugby de su alma mater, la Universidad de Dublín. Además de su compromiso con la nueva realidad política en una situación de incertidumbres por la pandemia de la Covid-19, de la salida de Reino Unido de la Unión Europea y del surgimiento del populismo en el seno de la propia Irlanda, siendo también capaz de comprometerse en la lucha dentro de los nuevos retos políticos contemporáneos. 

## Vida privada
O´Brien nació en una familia de clase media en uno de los barrios del sur de Dublín. Sus padres fueron quienes le introdujeron en la política y quienes motivaron sus dudas y preocupaciones. Según el mismo estas fueron clave para tomar el paso de las asociaciones vecinales y estudiantiles a unirse al Fine Gael. Su padre siguió siendo un referente para él en su juventud. De hecho, siguió sus pasos al estudiar Derecho. Aunque la terminó por cierto compromiso consigo mismo, pues nunca llegó a ejercer la profesión. Cuando terminó Derecho pensó en reanudar sus estudios. Pero en vista de que su carrera política despegaba prefirió centrarse en ella. 
	Desde joven es fan del equipo de fútbol de su barrio, el St. Patrick´s Athletic. Equipo que iba a ver todos los partidos en casa con su padre y un par de amigos del barrio. Aunque esa es la afición de su niñez y el inicio de juventud, cuando llegó a la universidad entró en el equipo de rugby de la universidad. Y aunque solo estuvo un par de años y por una lesión de rodilla lo tuvo que dejar. Se aficionó enormemente al equipo de rugby de la su alma mater la Universidad de Dublín, tanto que es habitual verle aún años después de graduarse en el estadio los días de partido, aunque sus responsabilidades le hayan separado en algunas ocasiones de los rojinegros.